# His House in Order
His House in Order er en amerikansk stumfilm fra 1920 af Hugh Ford.

## Medvirkende
- Elsie Ferguson som Nina Graham
- Holmes Herbert som Filmer Jesson
- Vernon Steele som Hillary Jesson
- Margaret Linden som Annabelle Jesson
- Marie Burke som Geraldine Ridgley
- Lawrence Johnson som Derek Jesson
- William P. Carleton
- Forrest Robinson
- Jane Jennings
- Lewis Sealy
- Regis Collins
- Inez Borrero